# Paderborn

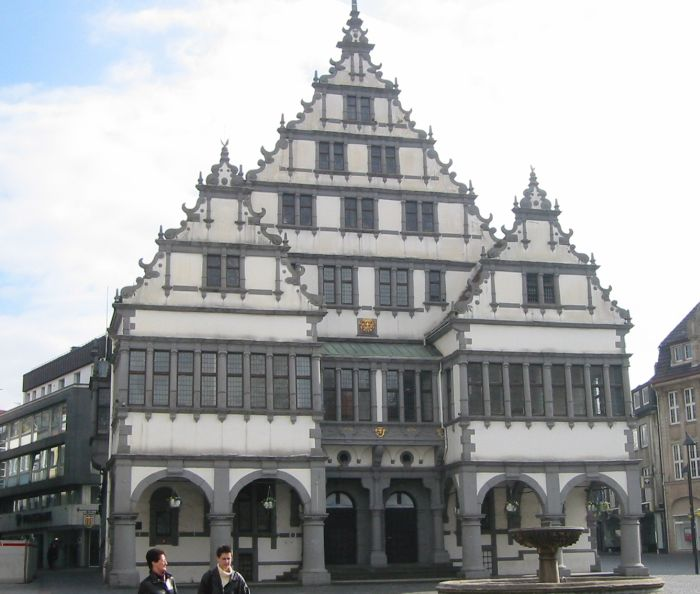
Primăria

Paderborn este un oraș în landul Renania de Nord-Westfalia, Germania, capitala districtului Paderborn. Numele orașului provine de la râul Pader (care are mai mult de 200 de izvoare în jurul catedralei) și born („izvor” în germana veche).

## Istoric
Episcopia de Paderborn a fost înființată în anul 799.

## Festivaluri
Libori este un festival ce se organizează anual, în ultima săptămână a lunii iulie, în cinstea Sf. Liborius, patronul orașului.

## Personalități născute aici
- Heinrich Aldegrever (1502 - ?), pictor, grafician, orfevrier⁠(d);
- Friedrich Sertürner (1783 - 1841), farmacist, chimist, descoperitorul morfinei;
- Ella Bergmann-Michel (1896 - 1971), artist plastic;
- Mechtild Rothe (n. 1947), om politic, europarlamentar;
- Hans Vosseler (n. 1949), înotător;
- Patrick Sensburg (n. 1971), politician.